# Francisco Javier Castaños
Francisco Javier Castaños Aragorri Urioste y Olavide, conte di Castaños e Aragona, 1º duca di Bailén (Madrid, 22 aprile 1758 – Madrid, 24 settembre 1852), è stato un generale spagnolo.
È noto soprattutto per la sua grande vittoria nella battaglia di Bailén nel luglio 1808 sull'armata francese comandata dal generale Pierre Dupont, che egli accerchiò e costrinse alla resa. Dopo questa brillante vittoria il generale Castaños, comandante dell'Armata del Centro, non fu però in grado di contrastare l'offensiva generale di Napoleone in Spagna e venne pesantemente sconfitto nella battaglia di Tudela dove rischiò di essere accerchiato. Costretto a ripiegare in disordine verso Cuenca, venne destituito dalla Giunta centrale spagnola.
Negli anni seguenti della guerra d'indipendenza spagnola tornò in azione insieme ai britannici, sotto il comando del duca di Wellington, mentre fu il comandante in capo designato dell'esercito spagnolo, tenuto a disposizione per invadere eventualmente la Francia da sud nel 1815 nel corso dei Cento giorni.

## Biografia

### I primi anni e la famiglia
Nato a Madrid da una famiglia di origini basche, Francesco Javier era figlio di Maria Concepcion Aragorri Olavide e del suo secondo marito, Juan Felipe Urioste Hazel, entrambi appartenenti a famiglie illustri. Sebbene la famiglia di sua madre fosse solo una famiglia di mercanti, il fratello di questa Simon aveva saputo negli anni divenire un potente banchiere ed era divenuto Ministro delle Finanze all'epoca del regno di Carlo III, dal quale venne anche nominato primo marchese di Iranda nel 1769.
La sorella di Francisco Javier, Maria Concepcion, sposerà in seguito Francisco Luis Hector de Carondelet, governatore di Louisiana e Florida. Altri suoi fratelli e sorelle, avuti dal primo matrimonio della madre, furono: Luis de las Casas y Aragorri, governatore di Cuba e di comandante in capo di Cadice; Simon che fu ambasciatore spagnolo a Londra; Rosa Maria, sposata con Alejandro O'Reilly (il militare più prestigioso dell'epoca in Spagna); Engracia, che sposò Pedro Gomez Iríbar-Navarra, giudice della Corte Reale di Catalogna e, infine, Isabel, sposata con Jerónimo Girón y Moctezuma, marchese de las Amarillas, governatore di Barcellona e viceré di Navarra.

### L'ascesa nella carriera militare

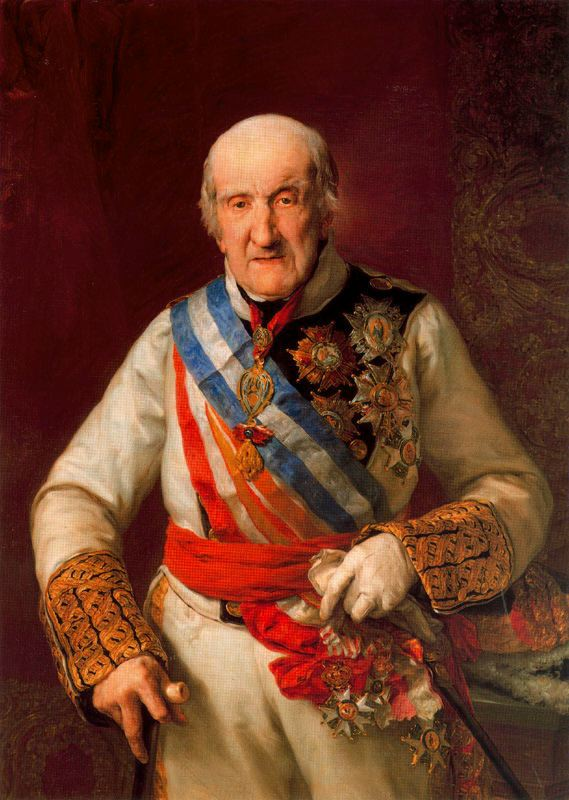
Francisco Javier Castaños (1848), dipinto di Vicente López Portaña, Colección duque de Bailén, Toledo.

A 10 anni, Castaños ricevette dal padre il grado di capitano di fanteria che re Carlo III gli aveva concesso in virtù dei meriti di suo padre. Egli continuò ad ogni modo a studiare presso il Seminario dei Nobili e completò in seguito la sua formazione presso l'Università di Barcellona.
A 16 anni fu assegnato al Reggimento "Savoia" di stanza a Cadice, dando così il via alla propria lunga vita militare. A 26 anni ottenne il grado di tenente colonnello e già a 31 era colonnello, carica con cui comandò il reggimento "Africa", servendo durante la Guerra della Convenzione voluta da re Carlo IV contro la Francia rivoluzionaria, combattendo così nei Pirenei occidentali agli ordini del generale Ventura Caro, comandante dell'esercito di Navarra. Nel 1794 venne promosso generale di brigata, poco dopo essere stato gravemente ferito alla testa nella difesa di San Marcial (Gipuzkoa). Ripresosi dalle ferite, nel 1795 venne nominato maresciallo di campo. Nel 1802 divenne tenente generale e si occupò della difesa del porto di Ferrol dalle incursioni dell'Inghilterra (guadagnandosi anche l'opportunità di essere nominato sindaco onorario di Portugalete). Venne contestualmente nominato comandante di Gibilterra, la cui sede venne spostata da San Roque a Algeciras.

### La guerra d'indipendenza spagnola

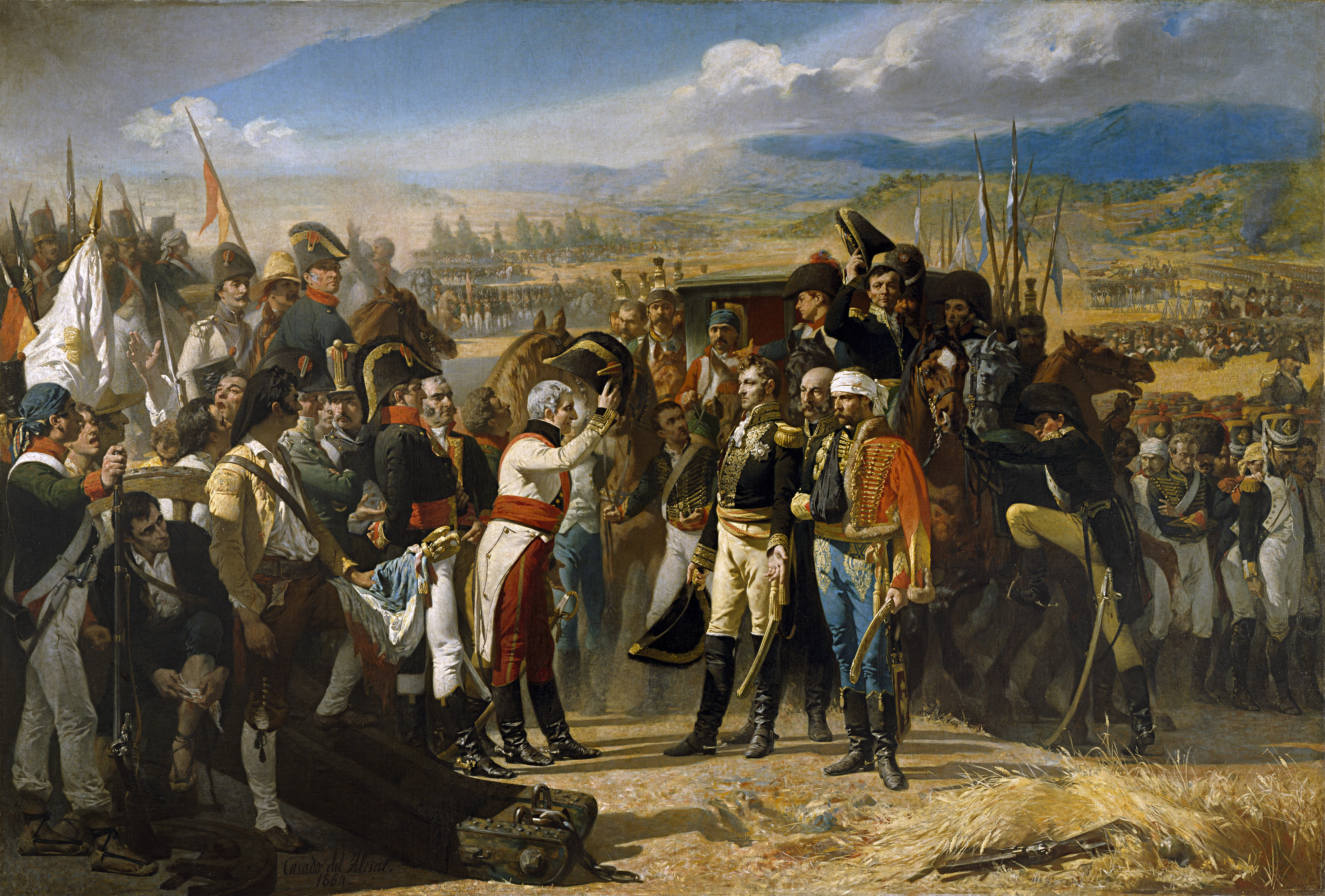
La resa del generale Castaños a Bailén, dipinto di José Casado del Alisal, Museo del Prado, Madrid.

Nel 1808 ebbe inizio la guerra d'indipendenza spagnola ed egli ricevette dalla Suprema Giunta di Siviglia, diretta da Francisco de Saavedra, il compito di formare un esercito in Andalusia del quale avrebbe ottenuto il comando generale. Dopo la vittoria della Battaglia di Bailén, venne nominato comandante dell'esercito regio della provincia centrale.
Il 23 novembre 1808 prese parte personalmente alla Battaglia di Tudela dove però venne sconfitto a causa della mancanza di mezzi e per il fatto che non fu lui a dirigere le operazioni (venne infatti sottoposto al comando di altri generali come Palafox ad esempio). Dopo il disastro della Battaglia di Somosierra dove durante una sommossa era rimasto ucciso il 7 gennaio 1809 il generale Benito de San Juan, Hazel riuscì miracolosamente a sfuggire al linciaggio.
Tra il 1º febbraio 1810 ed il 29 maggio 1810 divenne presidente del consiglio di reggenza della Spagna e delle Indie.
Tra settembre e ottobre 1812, fu comandante del VI quartier generale spagnolo a Quintanilla Vivar, prendendo parte all'Assedio di Burgos sotto il comando del Duca di Wellington. Il 12 agosto 1813 venne sostituito dal generale Manuel Freire de Andrade.

### Partecipazione alla vita politica durante i regni di Ferdinando VII e Isabella II
Durante il regno di Ferdinando VII, Castaños rimase fedele alla causa assolutista, il che gli valse innanzitutto la fiducia del monarca e poi la nomina ad alcune posizioni di rilievo a livello politico come la sua nomina a capitano generale della Catalogna, negli anni in cui si stavano rivedendo le cause che avevano portato alla fucilazione del tenente generale Luis Lacy Gautier, costituzionalista liberale.
Nel 1825 venne eletto alla presidenza del Comitato Consultivo Regio Governo, l'organismo incaricato di proporre miglioramenti amministrativi per lo stato, venendo poi nominato presidente del Consiglio di Stato. Il 12 luglio 1833 gli venne concesso il titolo di duca di Bailen. Presiedette successivamente il consiglio di reggenza istituito durante la minore età della regina Isabella II, divenendone istitutore dal 1844.

### La morte

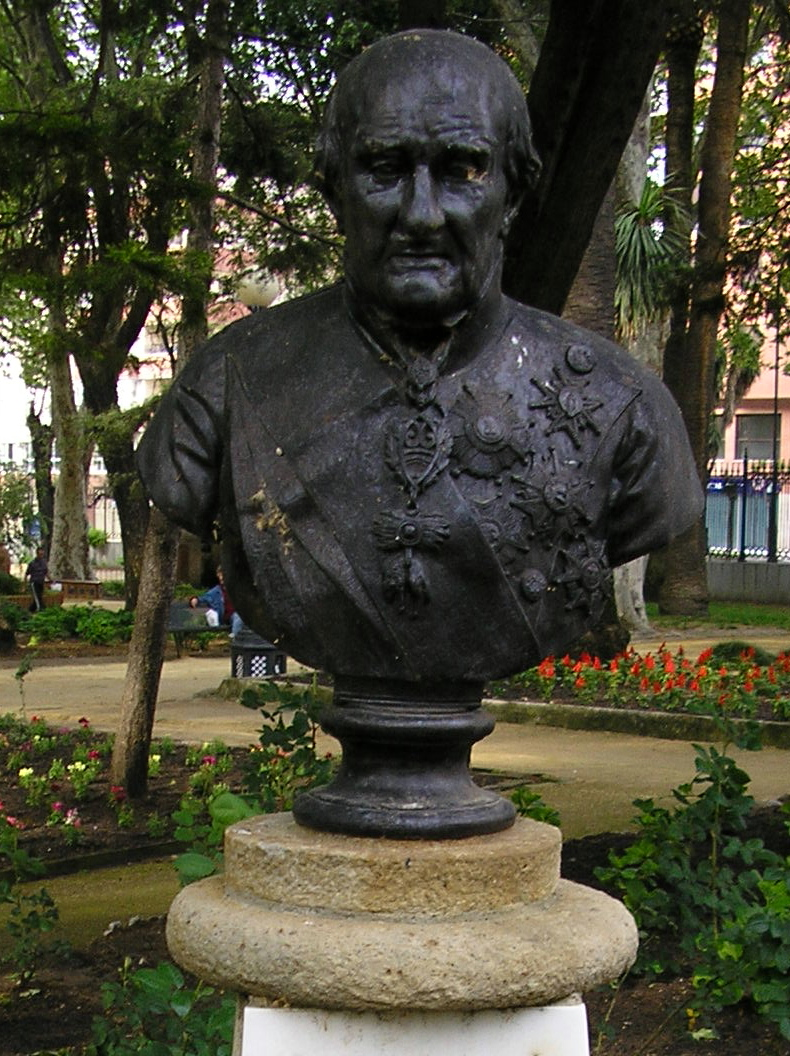
Busto bronzeo del generale Castaños ad Algeciras.

Dopo una lunga vita di onori e incarichi di rilievo, il generale Castaños morì il 25 settembre 1852, a 96 anni di età. Dal momento che egli non si era mai sposato, il titolo di Duca di Bailen e tutte le sue sostanze passarono al figlio di sua sorella Maria Concepcion, Luis Carondelet Hazel, e più tardi al figlio di questo figlio, Eduardo de Carondelet e Donati, che a sua volta fu dal 1851 primo marchese di Portugalete.
Il corpo del generale venne sepolto nel Pantheon degli uomini illustri di Madrid ove rimase sino al 1963, anno in cui i suoi resti vennero trasferiti solennemente e depositati presso la Chiesa dell'Incarnazione, a fianco di santa Zocueca vergine, patrona di Bailen, a cui era molto devoto ed alla quale nel 1823 aveva donato le proprie decorazioni militari.